# Biology Direct
Biology Direct is een internationaal, aan collegiale toetsing onderworpen open access wetenschappelijk tijdschrift op het gebied van de biologie.
Het is opgericht in 2006 en wordt uitgegeven door BioMed Central.